# Mohamed Bouzoubaâ
Mohamed Bouzoubaâ (né en 1939 à Meknès, Maroc, décédé le 16 novembre 2007 à Rabat, Maroc), a été ministre de la justice dans le gouvernement de l'alternance.

## Biographie

### Diplômes
Mohamed Bouzoubaâ était titulaire d'un diplôme supérieur de commerce obtenu à l'université du Caire et d'une licence en droit reçue à la Faculté de droit de Rabat.

### Fonctions occupées
Membre fondateur de l'UNFP et de l'USFP, de l'Association marocaine des droits humains (AMDH) et membre actif dans différentes associations et organisations, Mohamed Bouzoubaâ avait assumé la fonction de Secrétaire général de l'Union nationale des étudiants du Maroc (UNEM).
Avocat à Rabat depuis 1962, Bouzoubaâ a occupé en 1973 le poste de Secrétaire général du barreau de Rabat avant d'être finalement élu, en 1976, conseiller et premier vice-président du conseil municipal de Rabat.
Il devint en 1983, membre du comité administratif de l'USFP.
Mohamed qui est membre du bureau permanent de l'Organisation des villes arabes (1977), a été cependant élu, en 1983 toujours, conseiller de la commune de Rabat - Youssoufia.
En 1984, il est élu député de la ville de Meknès et pour un second mandat en 1992, conseiller de la commune de Rabat - Youssoufia.
En 1990 il devient membre du Conseil consultatif des droits de l'homme. En 1997, il fera partie du comité de direction de l'Institut socialiste de l'action communale.
En 1998, il est nommé par le roi Hassan II, ministre des relations avec le Parlement du gouvernement d'Abderrahman El Yousoufi jusqu'au 6 septembre 2000.
Le 11 novembre 2002, il devient ministre de la Justice du gouvernement de Driss Jettou, poste qu'il conserve jusqu'à octobre 2007.
Mohamed Bouzoubaâ décède le 16 novembre 2007 à l'hôpital Cheikh Zayed de Rabat, à l'âge de 68 ans des suites d'une longue maladie.

## Sources
- (ar) ou (fr) Site du Premier ministre marocain
- (en) ou (ar) ou (fr) Site du ministère de la Justice avec Une biographie du ministre Mohamed Bouzoubaâ